# Majáková a vodárenská věž Kbely
Majáková a vodárenská věž Kbely na Praze 19 je stavba z roku 1927, která dříve sloužila jako vodojem a zároveň k řízení letového provozu na letišti Praha-Kbely. Za návrhem této jedinečné technické památky nesoucí znaky moderny stojí architekt Otakar Novotný. Postavila ji pražská stavební firma Ing. V. Diviš - Ing. J. Blažek, která tuto stavbu uváděla ve svých inzertních oznámeních. Objekt je od roku 2004 nemovitou kulturní památkou, vlastní ho český stát a spravuje ho Ministerstvo obrany. Jeho silueta se nachází na znaku městské části Kbely.

## Popis

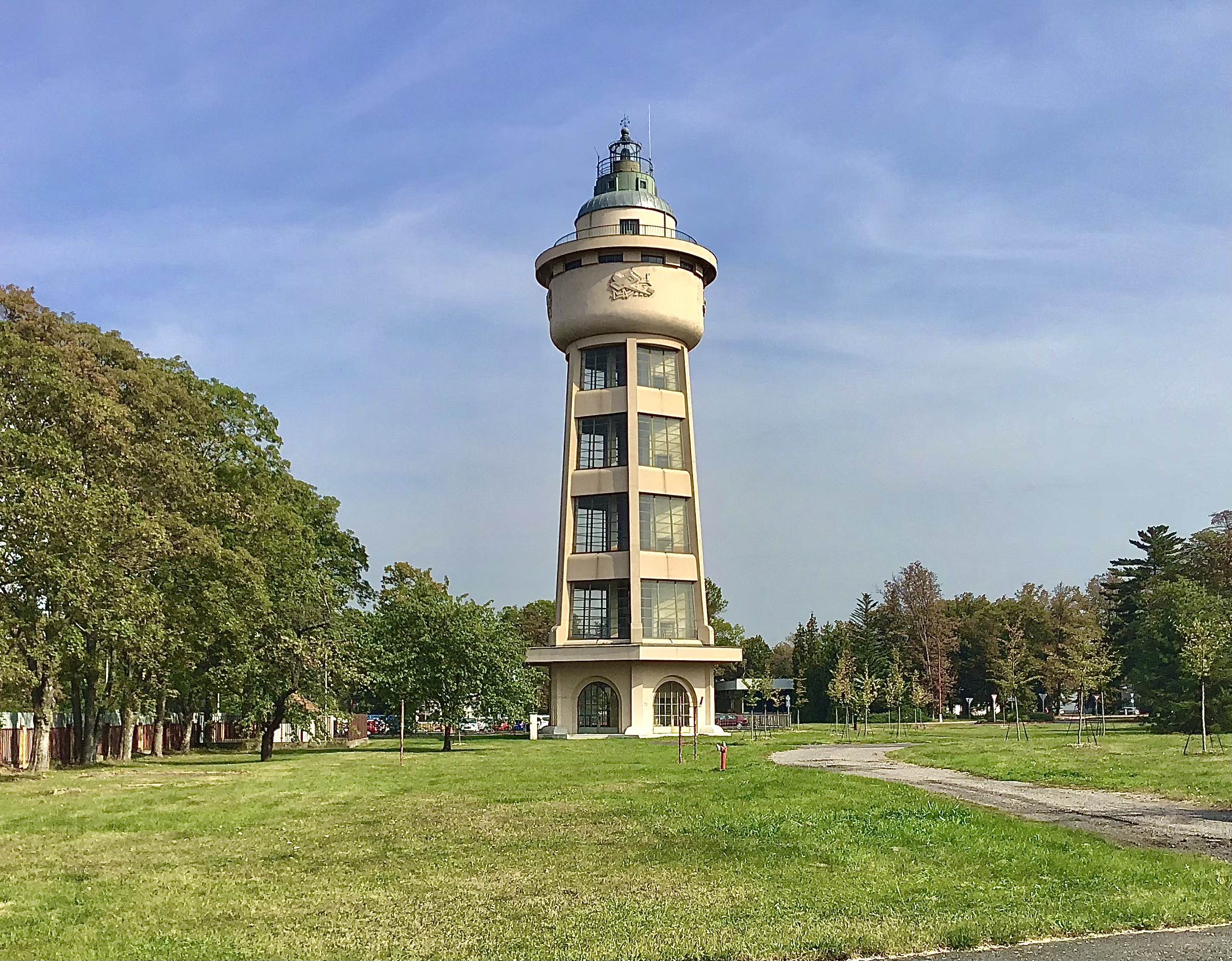
Kbelský maják

Silueta „kbelského majáku" je umístěna na znaku městské části Praha 19

Věž o výšce 43 metrů má šestiboký půdorys, zužující směrem nahoru. Horní část s vodárenskou nádrží je oproti podnoži rozšířená na kruhový půdorys. Objekt má jedno podzemní podlaží a osm nadzemních. Konstrukce majáku do pátého nadzemního podlaží je železobetonový skelet s cihelnou vyzdívkou parapetů. Po obvodu se nachází ocelová okna z čirého skla s jednoduchým zaskleněním, která jsou členěna do tabulek. Otvory přízemí vyplňují oblouková vrata o šířce tří metrů a výšce 3,5 m. Na plášti stavby se nachází čtyři plastiky s leteckou tematikou od sochaře Jana Laudy.
Na špici vodojemu ve výšce 40 m se nachází světlomet vyrobený ve Francii. Umožňoval pilotům vizuální orientaci až do vzdálenosti osmdesáti kilometrů od letiště. Podle tehdejších údajů měl svítivost jako milion svíček. Sloužil přibližně do poloviny 60. let 20. století.

## Historie
Vodárenská věž se světelným majákem byla uvedena do provozu v roce 1928, kdy byl ředitelem civilního letiště ve Kbelích B. Trnka. Postavena byla rok předtím. Výstavba vyšla v tehdejších cenách na 830 tisíc korun bez technického vybavení.
V roce 2006 došlo k rekonstrukci vnějšího pláště celého objektu.